# Contrôle par ultrasons
 (août 2019).
Si vous disposez d'ouvrages ou d'articles de référence ou si vous connaissez des sites web de qualité traitant du thème abordé ici, merci de compléter l'article en donnant les références utiles à sa vérifiabilité et en les liant à la section « Notes et références ».
Le contrôle par ultrasons est une méthode de contrôle non destructif permettant la détection de défaut à l'intérieur d'un matériau.
Le contrôle par ultrasons est basé sur la transmission et la réflexion d'onde de type ultrasons à l'intérieur d'un matériau. Les ondes utilisées peuvent être libres (de compression ou de cisaillement) ou guidées (de surface ou de plaque).

## Principe
Une onde ultrasonore est émise par un transducteur placé sur la surface du matériau à contrôler et se propage dans le matériau. Il existe des méthodes par contact (le palpeur est en contact avec la pièce) ou par immersion (la pièce et le palpeur sont immergés dans de l'eau). Dans le cas de la méthode par contact, il est nécessaire d'ajouter un couplant (eau ou gel) entre le palpeur et la pièce pour assurer la transmission des ondes. Lorsque ces ultrasons rencontrent une interface délimitant deux milieux ayant des impédances acoustiques différentes, il y a réflexion. Les ultrasons réfléchis sont captés par un palpeur (qui peut être le même que l'émetteur). Il y a création d'un « écho ».
Dans le cas d'une pièce comportant deux surfaces, la détection de défaut se fait en comparant le temps mis pour faire un aller retour dans l'épaisseur de la pièce et le temps mis pour la réflexion sur un défaut.
D'un point de vue pratique, on utilise un écran d'oscilloscope. Les échos sont représentés par des pics sur l'écran.

Principe du contrôle par ultrasons : exemple du contrôle d'une tôle.
- L'écran de l'oscilloscope montre un pic d'entrée à gauche et un pic de sortie à droite. La distance entre les deux pics correspond à 2 fois l'épaisseur de la tôle (aller+retour).
- Le palpeur émet au-dessus d'un défaut, il y apparition d'un pic correspondant au défaut. La position relative du pic créé par le défaut permet de connaître sa profondeur. La distance entre le pic d'entrée et celui du défaut correspond à 2 fois la profondeur de ce dernier.

## Types des Signaux pour l’interprétation
Le contrôle par ultrasons peut faire appel à 4 types des signaux :
- Type A (selon 1 dimension) (illustré ci-dessus)
- Type B (selon 2 dimensions)
- Type C (selon 3 dimensions)
- Type S sectoriel (type B suivant un secteur angulaire)

### Type B
Le principe des signaux de type B est de balayer le transducteur suivant une direction sur la pièce. On adjoint la position du transducteur et le signal de type A reçu à cette position et on obtient une image représentant la structure interne de la pièce suivant un plan de coupe.

### Type C
Pour les signaux de type C, on utilise le même principe que pour les signaux de type B mais on réalise plusieurs plans de coupes. On a ainsi une représentation en voxel de la structure de la pièce.

### Type S (sectoriel)

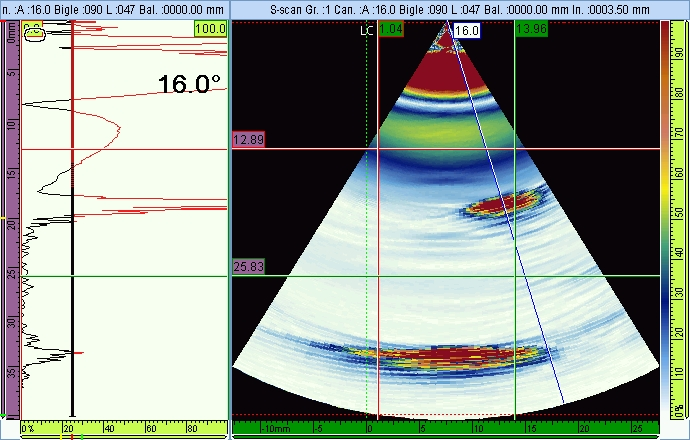
Signaux de type S. On peut voir ici le signal de type A à gauche suivant la direction de la droite bleu à 18°.

Le signal de type sectoriel est le signal utilisé pour réaliser l'échographie de fœtus. Comme pour le type B on effectue un balayage, mais cette fois-ci suivant un angle et non pas une direction.
Ce type de signal est obtenue généralement avec un transducteur multiéléments.

## Type de mesure
Les manières de réaliser les mesures peuvent être classées en deux catégories :
- mesure par réflexion ;
- mesure par transmission.

De manière générale, la mesure par réflexion utilise le même transducteur pour l'émission et la réception du signal (méthode présentée dans la section "principe"), alors que la mesure par transmission possède un émetteur et un récepteur de signal qui sont distincts. La difficulté de cette dernière méthode vient dans le fait que le récepteur doit se trouver exactement là où le signal "sort" de la pièce.